# Slobozia-Vărăncău, Soroca
Slobozia-Vărăncău este un sat din cadrul comunei Vărăncău din raionul Soroca, Republica Moldova.
Satul Slobozia-Vărăncău, numit în vechime și Voroncoul Nou, a fost atestat documentar la 26 decembrie 1630, ca o așezare a unor familii din satul vecin. Prima biserică din sat se presupune că a fost ridicată din lemn în 1795.

## Demografie

### Structura etnică
Structura etnică a satului conform recensământului populației din 2004:
| Grup etnic         | Populație | % Procentaj |
| ------------------ | --------- | ----------- |
| Moldoveni / Români | 769       | 99,23%      |
| Ucraineni          | 1         | 0,13%       |
| Găgăuzi            | 1         | 0,13%       |
| Alții              | 4         | 0,52%       |
| Total              | 775       | 100%        |